# پیرکشی
پیرکشی به دو معنا به کار می‌رود:۱- زمانی که یک فرد مسن اقدام به خودکشی کند و ۲- زمانی که یک فرد مسن به دست کسی به قتل برسد یا به‌طور مثال توسط خانواده اش در جایی رها شده تا از گرسنگی و تشنگی بمیرد.

## پیرکشی در فرهنگ

### هرولی
هرولی یکی از قبایل ژرمن بوده است که در ۴۰۰ تا ۸۰۰ پس از میلاد می‌زیسته‌اند. پروکوپیوس در کتاب خود به نام «جنگ ها» می‌آورد که قوم هرولی همه اشخاص بیمار و پیران را روی یک سکوی چوبی بلند قرار می‌داده و پیش از به آتش کشیدنشان، آنان را با خنجر به قتل می‌رسانده‌اند.

### هند
پیرکشی امروزه در تامیل نادوی هند رواج دارد. رسم سنتی کشتن پیران توسط اعضای خانواده، تالایکوتال نام دارد. در این مراسم، صبح خیلی زود فرد مسن را به حمام برده و بدنش را با یک نوع روغن خاص می‌شویند. سپس به او مقدار زیادی آب نارگیل داده می‌شود که این سبب ایجاد نارسایی کلیه، تب بالا، بیهوشی و سپس مرگ در ۱ یا ۲ روز بعد می‌گردد.

### اینویت
عده‌ای را عقیده بر این است که اقوام اینوئیت پیران قبیله را در برف و سرما رها می‌کرده‌اند تا از سرما بمیرند. البته این عمل بیشتر در زمان قحطی صورت می‌پذیرفته است. آخرین مورد مشاهده شده از پیرکشی در میان اینویت‌ها در سال ۱۹۳۹ اتفاق افتاده است.

### ژاپن
اوباسوته نام رسمی است که در زمان‌های دور در کشور ژاپن جاری بوده است. در این رسم فرد بیمار یا پیر را به کوهی دورافتاده می‌بردند و در همان‌جا رها می‌کردند تا از گرسنگی و سرما بمیرد. این رسم الهام بخش رمان داستان نارایاما (رمان) نوشته شیچیرو فوکازاوا و فیلم‌های داستان نارایاما (فیلم ۱۹۵۸) و داستان نارایاما (فیلم ۱۹۸۳) بوده است.

## ایرانی‌تبارها
از یونانیان نقل شده است که در میان مردم دربیک‌ها رسمی بوده است مبتنی بر آنکه مردان و زنانی را که به سن ۷۰ سالگی می‌رسیدند می‌کشتند و گوشت‌شان را میان خویشاوندان تقسیم کرده و می‌خوردند. البته در اغلب اوقات از خوردن زنان خودداری کرده و در این موارد بعد از خفه کردن آنان دفن‌شان می‌کردند. همچنین نقل شده است که در بین کاسپی‌ها هم رسم بود که کسانی که سنی بیش از 70 سال داشتند را با گرسنگی می کشتند و بعد لاشه آنها را در بیابان می انداختند تا طعمه درندگان و حیوانات گوشتخوار شود اگر جسد را کرکس می خورد او را خوشبخت ترین مردمان می دانستند و اگر جسد طعمه سگ یا گرگ یا حیوانات وحشی می شد خوشبختی او را کمتر از کسی که توسط کرکس خورده می شد می دانستند و اگر جسد می گندید بدون اینکه خورده شود او را بدفرجام ترین فرد می دانستند.

## سکاها
هرودودت از وجود  رسم کشتن پیران بین ساکاها و اندروفاگ‌ها یاد کرده است.